# Le Bal des pompiers (film, 1949)
Pour plus de détails, voir Fiche technique et Distribution.
Le Bal des pompiers est un film français réalisé par André Berthomieu, sorti en 1949.

## Synopsis
En 1944, la France connaît ses derniers jours d'occupation allemande. Microcosme représentatif des diverses attitudes adoptées en cette période trouble, certaines, héroïques, d'autres, moins reluisantes, la famille Grégeois, éparpillée par la guerre, va resserrer ses liens au gré de l'avancée alliée sur le territoire et de la libération de Paris, avec ses joies mais aussi ses peines, car tous ses membres ne survivront pas au relatif chaos qui caractérisera cette fin de guerre mondiale.

## Fiche technique
- Titre : Le Bal des pompiers
- Réalisation : André Berthomieu
- Scénario : Jean Nohain et André Berthomieu
- Dialogues : Jean Nohain
- Décors : Raymond Nègre
- Photographie : Jean Bachelet
- Son : Jacques Lebreton
- Montage : Henri Taverna
- Musique : Georges Derveaux
- Production : Maítrise Artisanale de l'Industrie Cinématographique (MAIC) - Silver Films
- Pays de production : France
- Tournage : du 7 juin au 10 juillet 1948
- Format :  Noir et blanc - 1,37:1 - 35 mm - Son mono
- Genre : Comédie dramatique
- Durée : 95 minutes
- Date de sortie : 
  - France : 14 mars 1949

## Distribution
- Claude Dauphin : Camille, Olivier et Henri Grégeois
- Paulette Dubost : Germaine
- Dominique Nohain : Michel
- Michèle Philippe : Paméla Noël
- Henri Crémieux : Fatafia
- Paul Faivre : Berton
- Blanche Denège : Cécile Grégeois
- Christian Simon : Marceau
- André Versini : Marcellin
- Robert Rollis : Raymond
- Charles Bouillaud : Coquillard
- Frédéric O'Brady : L'imprésario
- Jo Dest : Dr. Frantz
- Robert Arnoux : Touvoir
- Pierre-Louis : Badin
- Pierre Ferval : (non crédité)
- Jean Valmence : Paulo (non crédité)
- Emilio Carrer : (non crédité)
- Robert Leray : (non crédité)